# Crystal Bay
Crystal Bay è un census-designated place (CDP) degli Stati Uniti, situato nella Contea di Washoe nello Stato del Nevada. Nel censimento del 2010 la popolazione era di 305 abitanti. Appartiene all'area metropolitana di Reno-Sparks e si trova sulla riva settentrionale del lago Tahoe; si estende su una superficie di 2,02 km² (0,78 mi²), dei quali 1,17 km² (0,45 mi²) sono occupati da terre, mentre 0,85 km² (0,33 mi²) sono occupati dalle acque.
Fino al censimento dell'United States Census Bureau del 2010, Crystal Bay è stata considerata assieme a Incline Village nel census-designated place di Incline Village-Crystal Bay.